# 長島暉実
長島 暉実（ながしま てるみ、2003年8月8日 - ）は、日本の俳優（元子役）である。ワイケーエージェント所属。身長162センチ

## 出演

### テレビ
- にほんごであそぼ
- 行列のできる法律相談所
- こたえてちょーだい!
- わかってちょーだい!
- 徳光和夫の感動再会"逢いたい"
- ワーズハウスへようこそ

### テレビドラマ
- 金曜プレステージ「赤い霊柩車22」（2007年） - 岡田洋一
- 水曜ミステリー9「神楽坂署生活安全課4」（2008年） - 所沢守
- RESCUE〜特別高度救助隊 - 男の子役
- BOSS - 男の子役
- ラブレター（2009年） - 岩村健太（幼少） 役
- ゴッドハンド輝 第5話（2009年5月9日、TBS） - 男の子 役
- その時までサヨナラ（2010年） - 森裕太 役
- Mother（2010年） - 虐待死した男の子役
- 夏の恋は虹色に輝く 第1話（2010年） - 慶太（幼少） 役
- プロポーズ兄弟（2011年）
- 遺恨あり 明治十三年 最後の仇討（2011年）
- 名前をなくした女神（2011年） - 安野爽 役
- 美男ですね（2011年） - 青空学園の子どもたち役
- 蜜の味〜A Taste Of Honey〜（2011年） - リョウ役
- ハングリー!（2012年） - 山手英介（幼少） 役
- 三毛猫ホームズの推理（2012年） - 神田大祐 役
- 土曜ワイド劇場「アナザーフェイス 刑事総務課・大友鉄」（2012年） - 内海貴也 役
- 金曜プレステージ「外科医 鳩村周五郎10」（2012年） - 平田正人 役
- ドクロゲキ 第2話「横山幾三」（2012年） - 孫役
- ドクロゲキ2 第三話「変わる。」（2012年） - 主演：大橋賢也役
- ホラー アクシデンタル 第11話「悪徳の栄え」（2013年）
- ちびまる子ちゃん（2013年） - 花輪和彦（花輪くん） 役

### 映画
- MAYU ココロの星 - ミツル役
- アズールとアスマール - アズール役吹き替え
- 共に歩く - 弓永タケル役

### CF
- ダノングループ「プチダノン」
- 槇原敬之ベストアルバム（ナレーション）
- 林原グループ「トレハロース」
- 読売新聞
  - 「よみサポ 」その手があったか　長島暉実くん編[1][2]
  - 「よみサポ」未来につながる贈り物　長島暉実くん編[3]